# Guillaume Blaise
Pour les articles homonymes, voir Blaise.
Guillaume Blaise est un percussionniste français né en 1959.

## Biographie
Guillaume Blaise est un ancien élève de Sylvio Gualda au conservatoire de Versailles où il obtient son Prix d'Honneur de Percussion en 1983. Il a été membre des Percussions de Strasbourg de 1986 à 1992, puis timbalier de La Grande Écurie et La Chambre du Roy de 1993 à 2022. Il pratique également l'improvisation libre.